# Массовые беспорядки в Грозном (1958)
Массовые беспорядки в Грозном — события в городе Грозном (Чечено-Ингушская АССР) 23 августа — 31 августа 1958 года, поводом для которых послужило убийство, произошедшее на фоне обострившейся межнациональной напряжённости. Началом стала жестокая драка между группами молодых людей разных национальностей. Затем в центре города произошла многотысячная демонстрация с требованием повторной депортации чеченцев и ингушей. Вскоре она переросла в чеченский погром, а потом и в штурм здания обкома КПСС.

## Предыстория
В начале 1944 года Чечено-Ингушская АССР была ликвидирована, её территория разделена между вновь созданной Грозненской областью в составе РСФСР и соседними административно-территориальными образованиями (Ставропольский край, Дагестанская и Северо-Осетинская АССР, Грузинская ССР), а чеченцы и ингуши были депортированы в Казахскую и Киргизскую ССР (а также частично в Таджикскую и Узбекскую ССР).

Возвращение чеченцев и ингушей на родину.

В 1956 году с депортированных чеченцев и ингушей был снят ряд ограничений — 16 июля 1956 года был издан Указ Верховного Совета СССР «О снятии ограничений по спецпоселению с чеченцев, ингушей, карачаевцев и членов их семей», высланных в феврале 1944 года в Казахскую, Киргизскую, Таджикскую и Узбекскую ССР. В соответствии с этим документом, чеченцы и ингуши освобождались из-под административного надзора, но не имели права на возврат имущества и на возвращение на родину.
В том же году тысячи ссыльных начали стихийное возвращение в родные места. Уже к декабрю 1956 года на родину самовольно переселилось около 11 тысяч человек. Переезд, обустройство и восстановление нормальной жизни коренного населения на прежнем месте превратились в долгий процесс, сопряжённый с многочисленными проблемами адаптации вайнахов к резко изменившимся условиям жизни. Вначале процесс реабилитации осложняло перенаселение республики, отсутствие жилья, безработица; в последующие годы — обострение межнациональных отношений (отношений вайнахов с иноэтничным населением внутри республики и с соседями по Северному Кавказу) из-за нерешённых социальных и территориальных проблем.
Когда встал вопрос о полной реабилитации репрессированных народов и восстановлении ЧИАССР, руководство тогдашней Грозненской области высказывалось против восстановления республики на Кавказе, поскольку её территория была к этому времени занята и активно осваивалась переселенцами. Именно им в своё время были переданы дома и сельскохозяйственные угодья депортированных (по постановлению СНК СССР «О заселении и освоении районов бывшей Чечено-Ингушской АССР», вышедшему в феврале 1944 г., скот, конфискованный у чеченцев и ингушей, было предписано направить в Ставропольский край, Курскую, Орловскую и Воронежскую области, а также в освобождённые районы Украинской ССР). Пригородный и Назрановский районы бывшей ЧИАССР были заселены осетинами (из Северо-Осетинской АССР и Юго-Осетинской АО); Чеберлоевский, Веденский, Ножай-Юртовский, Саясановский, Шалинский и Курчалоевский — жителями Дагестанской АССР. Остальные, в основном равнинные районы — русскими (из Ставропольского края, а также из малоземельных и пострадавших в войну центральных областей России) и представителями других национальностей (грузинами, армянами, украинцами).
Сельское хозяйство бывшей Чечено-Ингушской АССР в результате депортации коренного населения понесло большой ущерб, в первую очередь потому, что большинство местных жителей было занято именно в сфере сельскохозяйственного производства, которое фактически пришло в упадок. В результате заселения сельскохозяйственных районов ЧИАССР представителями других национальностей были утеряны навыки отгонного животноводства, обработки высокогорных участков земли, террасного земледелия. Отдалённые от коммуникаций высокогорные населённые пункты были уничтожены (особенно в Шатойском и Итум-Калинском районах), что после 1957 г. стало одной из причин перенаселения равнинной части республики.
Что касается нефтедобывающей и нефтеперерабатывающей промышленности Грозненской области (города Грозный и Малгобек), то основную рабочую силу здесь и до депортации составляли русские.
Учитывая сложившуюся в области ситуацию, было предложено создать для чеченцев и ингушей автономное образование в Казахстане (или Киргизии) по месту их компактного проживания с 1944 г. Такое мнение ещё в июне 1956 г. было высказано в докладной записке тогдашнего министра внутренних дел СССР Н. П. Дудорова в ЦК КПСС:
Учитывая, что территория, где проживали до выселения чеченцы и ингуши, в настоящее время в основном заселена, возможность восстановления автономии для чеченцев и ингушей в пределах прежней территории является делом трудным и вряд ли осуществимым, так как возвращение чеченцев и ингушей в прежние места жительства неизбежно вызовет целый ряд нежелательных последствий.
По мнению российского историка Владимира Козлова, предложение о создании для чеченцев и ингушей автономии в Средней Азии было абсолютно неприемлемым «в силу глобальной политической ситуации», поскольку прозвучало вскоре после выступления Н. С. Хрущёва на XX съезде КПСС. Кроме того, по мнению учёного, советскому руководству было необходимо удалить репрессированные народы из регионов промышленных новостроек и освоения целинных земель, где они представляли собой дополнительный дестабилизирующий фактор — по его словам, ещё в 1952 году партийное руководство Казахстана указывало на то, что «подавляющая часть переселенцев, осевших в городах и районных центрах, занята не в решающих отраслях народного хозяйства, а в артелях, заготовительных и торгующих организациях, чайных, столовых, хотя в колхозах и совхозах, особенно в дальних животноводческих районах, не хватает рабочих рук».
Поэтому уже вскоре, 24 ноября 1956 г., Президиум ЦК КПСС утвердил проект Постановления ЦК КПСС и Совета министров СССР «О восстановлении национальной автономии калмыков, карачаевцев, балкарцев, чеченцев и ингушей», в котором признавалось, что уже принятые меры по реабилитации репрессированных народов недостаточны для восстановления равноправного положения чеченцев и ингушей в СССР, для их экономического и культурного развития. Этим постановлением было решено провести восстановление Чечено-Ингушской АССР в течение 2-4 лет и образовать специальную правительственную комиссию по изучению вопроса об определении территории для создания автономии чеченцев и ингушей. Этим же постановлением было решено провести возвращение коренного населения в организованном порядке в течение 1957—1960 годов. Задача планового возвращения (начало которого было намечено на весну 1957 г.), размещения и трудоустройства бывших спецпереселенцев в Чечено-Ингушетии была возложена на Оргкомитет по ЧИАССР, который возглавил председатель правительства ЧИАССР Муслим Гайрбеков.
Указом Президиума Верховного Совета РСФСР № 721/4 от 9 января 1957 года Грозненская область была упразднена, а Чечено-Ингушская АССР — восстановлена (в несколько других границах, чем по состоянию на февраль 1944 г.). Незадолго перед этим, в декабре 1956 г., состоялось первое заседание Государственной Комиссии по восстановлению ЧИАССР с участием руководителей Грозненской области, Дагестанской АССР, Северо-Осетинской АССР, Грузинской ССР и представителей от чеченцев и ингушей. На нём было, в частности, решено оставить Пригородный район, часть Малгобекского и Пседахского районов в составе Северо-Осетинской АССР и передать вновь создаваемой республике притеречные районы (Наурский, Шелковской и Надтеречный (Каргалинский)) из состава Ставропольского края в связи с перенаселённостью территории будущей ЧИАССР. При этом переселение занимавших с 1944 г. территорию Чечено-Ингушетии русских, осетин, дагестанцев и представителей других национальностей обратно на места их прежнего проживания не планировалось.
Таким образом, вернувшимся на родные места чеченцам и ингушам далеко не всегда были возвращены их дома, а занявшим ранее их место переселенцам не была обеспечена возможность переезда в другие регионы, что регулярно провоцировало межэтнические конфликты.
Решение межнациональных проблем осложняли безработица среди вернувшихся из ссылки, принудительное или вынужденное поселение чеченцев и ингушей не в тех районах и населённых пунктах, в которых они жили до депортации, а также открытое недовольство их возвращением со стороны некоренного населения республики, привыкшего считать чеченцев и ингушей «изменниками и предателями», тем более что в то время в советском обществе далеко не все разделяли идеи десталинизации, а многие считали депортации целых народов правильной и своевременной мерой.

Вот что, например, писал министр внутренних дел СССР Н. П. Дудоров в секретной записке в ЦК КПСС и Совет министров СССР от 25 февраля 1957 года: 
Министерство внутренних дел СССР докладывает, что многие из чеченцев, прибывших в Чечено-Ингушскую АССР, настойчиво добиваются размещения их в тех селениях и даже домах, в которых они проживали до выселения. На этой почве между ними и местными жителями — аварцами и даргинцами возникают ненормальные взаимоотношения.
В селении «Моксоб» Ритлябского района 32 семьи чеченцев были временно размещены в сельском клубе. Секретарь Дагестанского обкома КПСС т. Сагаев и секретарь Ритлябского райкома КПСС т. Гасанов попытались разместить чеченцев в домах местных жителей — аварцев. Они, пригласив активистов, обратились к ним с просьбой показать пример и в порядке самоуплотнения поселить у себя по одной чеченской семье. Никто из актива на это не согласился. Попытка поселить одного из чеченцев в пустовавшем доме вызвала возмущение аварцев. Возле этого дома собралось около 100 жителей, которые пытались избить этого чеченца. Избиение было предотвращено сотрудниками Управления внутренних дел.
После этого толпа аварцев, вооружившись палками, направилась к клубу с требованием вывезти чеченцев из селения, угрожая избиением их.
По распоряжению т. Сагаева на следующий день чеченцы из селения «Моксоб» были вывезены.
В Новосельском районе чеченцы Джануралиев, Докаев и Дадаев, находясь в нетрезвом состоянии, встали в дверях дома культуры и, выражаясь нецензурными словами, не пропускали никого в помещение. При этом они допускали выкрики националистического характера, один из них обнажил нож и стал угрожать им. Хулиганы арестованы и привлекаются к уголовной ответственности.
В Междуреченском районе на дороге между селениями «Чкалово» и «Новая жизнь» бригадир колхоза им. Ленина даргинец Асхабов, член КПСС, встретив чеченца Пасирхаева, обругал последнего и угрожал ему ножом. В тот же день Асхабов, угрожая кинжалом, заявил чеченцу Махмудову, что если чеченцы появятся на базаре в селении «Чкалово», то их там перебьют. Асхабов привлекается к уголовной ответственности.
Управлением внутренних дел принимаются меры к предотвращению столкновений между местными жителями и прибывшими чеченцами.
Как указывает в своей работе российская исследовательница А. Б. Кузнецова, «пребывание в ссылке в течение 13 лет сформировало дальнейшую этнокультурную стратегию чеченцев и ингушей — склонность к самоизоляции и сопротивлению при малейшем нажиме со стороны властей … Национальное самосознание чеченцев и ингушей было травмировано клеймом „народов-предателей“, и, хотя ни один чеченец или ингуш не верил в справедливость подобного обвинения, „общественное мнение“ как в Казахстане, так и по возвращении в ЧИАССР, способствовало депрессивным настроениям и замкнутости».

По словам историка Владимира Козлова, вернувшиеся на родину вайнахи прибегли по отношению к некоренным жителям к так называемой «стратегии этнического выдавливания»: 
Особенность этой стратегии … заключается в том, что такого рода действия достаточно плохо документируются властью. Ибо это мелкие бытовые конфликты, столкновения… среди молодежи, которые могут выглядеть как хулиганство, которые могут выглядеть как малозначительные проступки, но это определённый стиль поведения, который даже редко приводит к непосредственным насильственным действиям, но он постоянно обозначает некую угрозу, некую готовность к агрессии… Здесь начинается то же самое, что в своё время началось в Казахстане и Киргизии — борьба за ресурсы. А тут ещё и определённая давность, и у тех — у чеченцев, и у новых, они тоже здесь жили, работали, создавали некие ценности. И надо друг с другом договориться. Договориться друг с другом в этой ситуации невозможно, нет столько ресурсов, чтобы остаться всем вместе даже в условиях полной толерантности… Речь идёт не об агрессии, речь идёт даже не о насильственных действиях… По большому счёту, с точки зрения власти, чеченцы ведут себя более-менее дисциплинированно, конфликты достаточно редки… но эта атмосфера сгущается и сгущается, и выдержать этот прессинг психологический достаточно трудно. Плюс чисто демонстративные акции, ну, например, жалобы на то, что чеченец-тракторист распахал православное кладбище, значит, люди боятся хоронить своих покойников здесь. И вот это ощущение того, что ты здесь лишний, временный и тебе отсюда лучше убираться подобру-поздорову, оно формируется достаточно очевидно… Для того, чтобы выдержать этот натиск, надо опуститься на одну цивилизационную ступень ниже… Надо вернуться, так сказать, к стратегии выживания и выдавливания, которой пользовалось казачество, сплочённое, противостоящее враждебному этносу сообщество. Я не думаю, что в тот момент была возможность так сплотиться и так консолидироваться, ибо это была монополия власти. Власть не разрешала такого рода самодеятельности, а чеченцы её себе позволяли…
Говоря о распашке православного кладбища, Д. Б. Абдурахманов и Я. З. Ахмадов пишут:
Не можем на данный момент подтвердить или опровергнуть данный акт вандализма, но если он и имел место, то механизм его запуска, несмотря на всю чудовищность (мусульмане традиционно берегутся осквернения любых кладбищ и захоронений, а не только исламских), можно объяснить (но никак не оправдать) тем, что этот тракторист, вернувшись на родину, увидел, что сделали «цивилизаторы» в погонах и с партбилетами с кладбищем его родного села и с могилами его отцов.
Стихийное возвращение чеченцев и ингушей в родные места происходило вопреки намеченным планам как по срокам переселения, так и по численности возвращающихся. По данным Госплана ЧИАССР, в Казахской и Киргизской ССР к весне 1957 года проживало 415 тысяч чеченцев и ингушей, в Узбекской ССР — ещё 155 тысяч. Всех их необходимо было расселить на территории ЧИАССР, где уже проживало 540 тысяч чел.
К началу 1958 года в ЧИАССР прибыло 201 746 человек вместо 100 тысяч по плану. При этом около 100 тысяч человек оказались без жилья вследствие закрытия для проживания Галанчожского, Чеберлоевского, Шаройского и большей части Итум-Калинского и Шатойского районов. Поселённые в Назрановском и Сунженском районах грузины и осетины в течение 1957—1958 годов постепенно освободили ингушские дома. В чеченских районах республики, где в сельской местности проживали в основном русские, проблема жилья была гораздо более острой.
Большинство прибывших в 1957 году чеченцев и ингушей не получили причитающихся им государственных ссуд на строительство и обзаведение хозяйством, что самым негативным образом сказалось на социальной и межнациональной обстановке в республике. Распоряжением Оргкомитета категорически было запрещено самовольное поселение прибывающих вдали от утверждённых мест расселения и самовольное строительство, но этот запрет не выполнялся. Из прибывших в республику к лету 1957 года чеченских и ингушских семей только пятая часть была обеспечена жильём, а остальные были размещены на подселении, в общественных зданиях или не приспособленных для жилья помещениях — в том числе в землянках или просто на улице или на деревьях. Большинство же тех, чьи дома не были разрушены в 1944—1957 годах, пытались вернуть их себе силой. На этой почве возникали многочисленные локальные конфликты, вплоть до кровопролития. Принявших предложение переехать на постоянное жительство в районы вдоль реки Терек зачастую ожидали такие же проблемы, как и в родных местах.
Из коллективного письма парторганизации, сельского исполкома и правления колхоза имени М. Дахадаева (с. Цатаних Ритлябского района) председателю Совета Министров СССР:
Как известно, бывшая Чечено-Ингушская АССР теперь восстановлена, и чеченцы приезжают на свою бывшую территорию. При этом удивительным является тот факт, что мы, аварцы, которые переселены на эту территорию, оказались в таком положении, когда бывший хозяин требует и нахально захватывает дома и приусадебные участки и говорит, что нам они как будто бы [не] принадлежат. Если взять и представить себе созданное здесь положение, каждому станет ясно, что между чеченцами и аварцами создаётся и с каждым днём увеличивается национальная рознь…

Видно, что Оргкомитет не принимает или не может принять никаких мер к урегулированию этих и многих других серьёзных вопросов, которые (есть основания полагать) перерастут от национальной розни до национальной резни, если и впредь будут оставаться нерешёнными. Учитывая, что дальнейшая совместная жизнь чеченцев и проживающих здесь аварцев стала невозможна: а) переселить нас в кратчайшее время и оказать при этом помощь от государства, так как мы потеряли при переселении сюда свои дома, в несколько раз лучшие, чем здешние — чеченские, и мы не получили от этих домов ничего в нашу пользу; б) если для того, чтобы переселить нас, потребуются хоть месяцы, только чтобы не оставили вместе нас и этих чеченцев, так как это приведёт к убийствам, грабежам и другим нарушениям.
Как писал Олег Матвеев, процесс возвращения ссыльных сопровождался резким ростом преступности. За 9 месяцев 1957 года в Грозном было совершено 22 убийства. В первой половине 1958 года по сравнению с аналогичным периодом предыдущего года в целом по ЧИАССР количество убийств выросло в 2 раза, разбойных нападений и случаев хулиганства с тяжкими телесными повреждениями — в 3 раза. Обычным явлением стали конфликты из-за домов и приусадебных участков, скандалы и групповые драки с применением холодного и огнестрельного оружия. В конце 1957 года в Грозном было зафиксировано распространение листовок антирусского содержания, отмечены нападения чеченской молодёжи на учащихся ремесленных училищ и военнослужащих.

К середине 1958 года численно преобладающее русское и русскоязычное население города Грозного — столицы восстановленной национальной республики и довольно крупного промышленного центра — фактически оказалось в этнически враждебном окружении. Как пишет Евгений Жирнов, 
скоропалительное решение» о реабилитации и возвращении чеченцев и ингушей из ссылки и о восстановлении ЧИАССР, принятое советским руководством, не было разъяснено местному населению, которое просто было поставлено перед фактом. Не меньшее непонимание и недовольство царило и в партаппарате и органах советской власти. Однако до тех пор, пока конфликты между переселенцами и возвращающимися коренными жителями ограничивались сельскими районами, в Грозном это не вызывало особых опасений, поскольку до депортации доля коренного населения в городе была ничтожно мала. Межнациональные стычки и драки начались лишь когда бездомные чеченцы и ингуши стали захватывать участки на окраинах города, самовольно строить дома, требовать жильё от городских властей и претендовать на особое отношение и льготы.
 При этом, как позднее вспоминал генерал-полковник госбезопасности С. С. Бельченко, командированный в разгар описываемых событий в Грозный с оперативной группой сотрудников КГБ, 
в 1956—1957 гг. в ходе массового возвращения в республику чеченцев и ингушей никаких серьёзных изменений, учитывающих специфику ситуации, в работе правоохранительных органов Грозного сделано не было. Наружная служба милиции работала неэффективно. В Грозном совершалось более 50 % всех преступлений, зарегистрированных на территории республики.
Поводом для народного взрыва стало убийство русского парня, совершённое в драке группой чеченцев. Античеченское выступление переросло в массовое выражение недовольства политическими решениями советского руководства, попустительством местных властей в отношении действий криминальных элементов среди коренного населения, неспособностью защитить некоренных жителей.
Примерно в то же время в Грозном случались убийства русских русскими, но это не привлекало такого внимания. В массовом античеченском погроме, постепенно переросшем в антисоветское восстание, участвовали до 10 тысяч человек.

## Хронология событий
/по материалам современного российского исследователя Владимира Козлова, основанным, в свою очередь, на воспоминаниях генерал-полковника госбезопасности С. С. Бельченко (на тот момент — заместителя председателя КГБ при СМ СССР) и полностью опубликованным в книге: Козлов В. А. Неизвестный СССР. Противостояние народа и власти. 1953—1985. М. Олма-пресс. 2006/

### 23 августа
Вечером этого дня (среда) в посёлке Черноречье — пригороде Грозного, где преимущественно проживали рабочие и служащие Грозненского химического завода, группа чеченцев, среди которых находился один русский парень, занималась распитием спиртных напитков. Во время выпивки между чеченцами и русским возникла ссора, в ходе которой один из чеченцев, Лулу Мальцагов, ранил ножом в живот своего русского собутыльника — Владимира Коротчева. После этого подвыпившая группа отправилась к Дому культуры, где в тот вечер проходили танцы. Тут у них завязалась ещё одна ссора с двумя молодыми рабочими химического завода — Е. Степашиным и А. Рябовым. А. Рябову удалось убежать от преследователей, а Степашина догнали, избили ногами и нанесли пять ножевых ранений, в результате чего тот умер на месте. Всё произошло на глазах у множества свидетелей, которые вызвали милицию. Убийца и его сообщник были задержаны, однако обычное бытовое преступление, наложившись на межнациональную напряжённость, получило широкую огласку и привело к активизации античеченских настроений.

### 24 августа
Слухи об убийстве чеченцами русского парня быстро разнеслись среди рабочих завода и жителей Грозного. Реакция общественности была необычайно бурной, особенно среди молодёжи. Стали раздаваться требования сурово наказать убийц. Власти же никак не отреагировали на ситуацию. Тем временем античеченские настроения в Грозном и его пригородах, спровоцированные убийством Степашина, бездействием властей, вызывающим поведением чеченцев по отношению к русскому населению и общей политико-экономической обстановкой в стране, значительно усилились и приобрели угрожающий характер.

### 25 августа
Рабочие химического завода обратились к председателю завкома, назначенному руководителем комиссии по организации похорон, созданной решением дирекции завода, с просьбой установить гроб для прощания в заводском клубе, но власти посчитали это нецелесообразным, опасаясь ещё большего обострения межнациональной напряжённости. Тогда друзья убитого установили гроб в саду перед домом его невесты в посёлке Черноречье.
На территории химического завода и в посёлке Черноречье были расклеены объявления, в которых людей приглашали принять участие в гражданской панихиде. По указанию властей объявления срывали, что вызвало ещё большее недовольство.
Прощание с погибшим превратилось в своего рода митинг протеста. У гроба Степашина начались стихийные выступления собравшихся. Говорили о том, что «…чеченцы убивают русских — то одних, то других, не дают нам спокойно жить. Надо написать коллективное письмо, собрать подписи, выделить человека, который отвезет письмо в Москву…» Все выступавшие единодушно требовали принять действенные и незамедлительные меры к прекращению убийств и хулиганства со стороны чеченцев и ингушей, вынуждающих русское население жить в постоянном страхе.

### 26 августа
Днём в поселок Черноречье прибыл секретарь обкома в сопровождении работников милиции и сотрудников КГБ (к этому времени из Москвы уже прибыли две оперативные группы, которыми руководили генерал-полковник госбезопасности С. С. Бельченко и заместитель министра внутренних дел генерал-полковник С. Н. Перевёрткин. Секретарь обкома запретил проведение траурного митинга перед выносом тела. Тогда собравшиеся (около 200 человек) двинулись в Грозный, неся на руках гроб с телом погибшего. Мать Степашина решила похоронить сына на городском кладбище, а дорога к нему проходила как раз через центр города. Организаторы и участники похорон собирались сделать остановку у здания обкома КПСС и провести траурный митинг там.
По пути к собравшимся присоединилось множество случайных людей, в том числе молодёжи. Как вспоминал Бельченко, траурная процессия «постепенно превращалась в античеченскую демонстрацию. Раздавались угрожающие выкрики».
Власти, пытаясь направить траурную процессию в обход центра Грозного, перекрыли улицы, ведущие в центр города, нарядами милиции и автомашинами.
С. Бельченко: 
Некоторые участники похорон возмущались и кричали: «Почему не разрешают нести гроб там, где хочется?» Наконец группа женщин, около 50 человек, побежала вперед, обогнала идущих с венками, прорвала оцепление милиции и с криками повернула толпу на улицу, ведущую в центр. Дальше толпа женщин (до 300 человек) шла впереди и не давала милиции перекрывать подступы к центру города. Около продовольственного рынка кто-то из женщин стал звать народ на митинг.
К 17:00 похоронная процессия, выросшая уже до 800 человек, подошла к зданию обкома, где организаторы и участники похорон потребовали открытия траурного митинга и выступления на нём представителей власти.
Площадь оказалась запружена людьми — по оценкам С. Бельченко, здесь собралось несколько тысяч человек. Через какое-то время непосредственные участники похорон согласились перейти от здания обкома на площадь Орджоникидзе и уже оттуда на машинах химического завода отправились на кладбище. После церемонии погребения, на которой присутствовал один из секретарей обкома и которая прошла спокойно, участников похорон организованно отвезли в Черноречье, на поминки.
На площади в районе здания обкома осталось большое число людей, не имевших никакого отношения к похоронам, — в том числе пьяных, подростков 15-16 лет, учащихся местного ремесленного училища. Через какое-то время начался стихийный митинг, на котором прозвучали уже не только античеченские, но и антисоветские призывы, недовольство партийным руководством, политикой Н. С. Хрущёва. В качестве трибун использовались столы, оставшиеся после проведения на площади «книжного базара».
Ближе к ночи, когда, по выражению С. Бельченко, «зеваки и любопытные, то есть более здравомыслящая публика», разошлись по домам, «агрессивная и незаконопослушная часть толпы» пошла на штурм здания обкома. Милиция не оказала сопротивления, и в 19:30 группе митингующих удалось прорваться внутрь. Ворвавшись в здание, разъярённые люди учинили в нём разгром — взламывали двери кабинетов, искали «секретарей обкома», разбрасывали бумаги. Учащиеся ремесленного училища с дикими криками бегали по коридорам, размахивая поясными ремнями. С большим трудом сотрудникам милиции удалось к полуночи вытеснить демонстрантов из здания.
Собравшихся на площади попытались успокоить секретари обкома партии Г. Я. Черкевич, Б. Ф. Сайко, секретарь горкома А. И. Шепелев. Они призвали их прекратить беспорядки, но из толпы уже раздавались требования выгнать чеченцев из Грозного, восстановить Грозненскую область. Митингующие требовали вмешательства в ситуацию со стороны центрального руководства.
Во втором часу ночи оцепление было снова прорвано, и нападавшие рванулись в здание. Силами милиции и КГБ здание было вновь очищено от нападавших.
С. Бельченко: 
К трём часам ночи утомлённая толпа разошлась, а мелкие группы были рассеяны. Милиция задержала 20 человек, в основном пьяных, 11 из них посадили в камеру предварительного заключения. После выяснения личности всех отпустили. Милицейское начальство, полагая, что общественный порядок наконец восстановлен, успокоилось.

### 27 августа
Ещё вечером 26 августа среди собравшихся распространился слух о том, что в 9 часов утра на том же месте состоится новый митинг, на котором якобы должны выступить срочно прилетевшие из Москвы члены советского правительства и ЦК КПСС.
С семи часов утра недалеко от здания обкома стали появляться группы горожан, главным образом женщины, обсуждавшие вчерашние события и выражавшие недовольство задержанием активных участников митинга. В городе за ночь были расклеены листовки с призывами к возобновлению акции протеста. В одной из них, например, говорилось: «Товарищи! Вчера проносили мимо обкома гроб товарища, зарезанного чеченцами. Вместо того чтобы принять соответствующие меры по отношению к убийцам, милиция разогнала демонстрацию рабочих и арестовала 50 человек ни в чём не повинных людей. Так давайте же бросим работу в 11 часов и пойдем в обком партии с требованием освободить товарищей!»
К десяти часам на площади вновь собралась многотысячная толпа. Люди требовали вызвать представителей из Москвы. Часть собравшихся вновь оттеснила охрану и через главный подъезд ворвалась в здание.
Секретаря горкома А. И. Шепелева вытащили на площадь и заставили выступать перед собравшимися — но стоило ему начать, как его слова были заглушены выкриками и свистом. Ворвавшихся снова вытеснили из здания обкома, но толпа не расходилась.
На площадь подогнали грузовик с микрофоном для выступающих. Кое-кто из них призывал остановить работу заводов и фабрик, «пока не освободят задержанных рабочих», выселить чеченцев и ингушей.
Примерно в час дня большая группа митингующих вновь ворвалась в обком и устроила погром — ломали мебель, били окна, выбрасывали на улицу документы и другие бумаги, разливали чернила, били графины и стаканы, рвали настольные календари и бумагу, срывали с окон занавески, кричали, свистели, призывали бить чеченцев и «устранить» руководителей местных республиканских и партийных органов.
В столовой обкома открыли все водопроводные краны и краны газовых горелок — к счастью, коммунальные службы перекрыли подачу газа.
Участники нападения искали комнату для хранения оружия — но его успели перенести в безопасное место.
Попытки уговорить нападавших лишь усиливали их агрессивность по отношению к «начальникам». Некоторые руководители обкома КПСС и правительства ЧИАССР укрылись в подвальных помещениях обкома (обком размещался в бывшем здании банка, оборудованном сейфовыми помещениями для хранения денег и ценностей) или бежали через запасные выходы.
На улицах города отдельные группы участников беспорядков останавливали автомашины — искали чеченцев. Как позднее докладывал генерал-полковник С. Н. Перевёрткин, «руководящий состав и значительная часть сотрудников МВД и райотделов милиции сняли форменную одежду из-за боязни возможного избиения их хулиганами».
Во второй половине дня толпа из нескольких сот человек ворвалась в здание МВД ЧИАССР в поисках задержанных участников митинга. Ещё одна группа лиц прорвалась в здание республиканского УКГБ.

Часов в восемь-девять вечера в захваченное здание обкома пришёл некто Георгий Шваюк (уроженец Махачкалы, русский, старший инженер-гидротехник Гудермесского совхоза), который принёс написанный им «проект резолюции» митинга, выражавший недовольство русских жителей республики. В проекте говорилось:
Учитывая проявление со стороны чечено-ингушского населения зверского отношения к народам других национальностей, выражающегося в резне, убийствах, насилии и издевательствах, трудящиеся города Грозного от имени большинства населения республики предлагают:
1. С 27 августа переименовать ЧИ АССР в Грозненскую область или же в Многонациональную советскую социалистическую республику.
2. Чечено-ингушскому населению разрешить проживать в Грозненской области не более 10 % от общего количества населения.
3. Переселить передовую прогрессивную комсомольскую молодежь различных национальностей из других республик для освоения богатств Грозненской области и для развития сельского хозяйства.
4. Лишить всех преимуществ чечено-ингушское население по сравнению с другими национальностями с 27.08.58 г.

«Проект резолюции» был размножен на обкомовских бланках и оглашён митингующим. Было решено немедленно донести требования грозненцев до советского правительства и партийного руководства в Москве. Под красным знаменем, захваченным в обкоме, бунтовщики направились на городскую радиотрансляционную станцию — но в здание их не пустили. На междугородной телефонной станции охрана применила против них оружие и ранила двоих. Лишь с почтамта активистам удалось дозвониться до Москвы. Разговор с приёмной Секретариата ЦК КПСС вёл Георгий Шваюк, который, согласно его показаниям, заявил: «Знаете ли вы о том, что творится в Грозном, что народ ждёт представителей из Москвы, что нужно положить конец зверским убийствам, дело дошло до того, что некоторые требовали возвращения Грозненской области и выселения чеченцев?…»
Прямо с почтамта около 300 человек под тем же красным знаменем отправились на городской вокзал и почти на два часа задержали отправление пассажирского поезда «Ростов — Баку», заблокировав стрелки на путях. Активисты ходили по вагонам и просили пассажиров передать в другие города, что «в Грозном чеченцы убивают русских, а местные власти не принимают никаких мер».
Примерно в полночь в Грозный были введены войска. Толпа пыталась сопротивляться, забрасывая камнями военных и железнодорожников, однако солдаты, действуя прикладами и не открывая стрельбы, быстро подавили сопротивление, рассеяли толпу, после чего со стенок вагонов были стёрты провокационные надписи, сделанные участниками беспорядков, и пути были разблокированы. Одновременно войсковым подразделениям удалось навести порядок на площади у здания обкома. Беспорядки были прекращены.

### 28—31 августа
В ночь с 27 на 28 августа в Грозном был введён комендантский час, который действовал в течение четырёх суток. Охрану важнейших объектов и патрулирование осуществляли армейские подразделения.

## Расследование
Как сообщал С. Бельченко, в результате беспорядков в городе пострадало 32 человека, в том числе 4 работника МВД. Два человека (из числа гражданских) умерли, десять были госпитализированы. В числе пострадавших оказалось много официальных лиц и очень мало людей с чеченскими фамилиями, что С. Бельченко расценивает как ещё одно «доказательство того, что волнения, начавшиеся под античеченскими лозунгами, явно переросли рамки этнического погрома и превратились в бунт против власти».
Согласно докладу МВД, «беспорядки в городе Грозный, имевшие место 26-27 августа 1958 года, были спровоцированы антисоветским и уголовно преступным элементом, использовавшим шовинистические и националистические настроения отдельных людей, вовлекшим в это неустойчивую часть женщин и молодежь, и по своему характеру являлись антисоветским выступлением».
После событий органы КГБ и МВД с привлечением квалифицированных специалистов из Москвы, а также из других автономных республик и областей тщательно «профильтровали» город. Была создана специальная следственная группа для расследования и «выявления главных организаторов и подстрекателей беспорядков».
С. Бельченко:
Все сотрудники правоохранительных органов были ориентированы на выявление участников беспорядков, лиц, ведущих провокационные разговоры среди населения города, и задержание разыскиваемых. Через участковых уполномоченных вели наблюдение за обнаруженными зачинщиками. К 15 сентября было взято на оперативный учёт 273 участника массовых беспорядков. Задержано к этому времени было 93 человека, из них арестовано 57, взята подписка о невыезде у 7 человек. 9 человек были переданы в КГБ, 2 человека — в прокуратуру. КГБ арестовал 19 организаторов и активных участников беспорядков.
Органами милиции было возбуждено 58 уголовных дел на 64 человека.

Милиция не только «профильтровала» население города, но и «почистила» его. Выявлялись «лица, не занимающиеся общественно-полезным трудом, ведущие паразитический образ жизни и склонные к совершению уголовных преступлений, для решения вопроса об удалении из г. Грозный». На 15 сентября 1958 года таких оказалось 365 человек (167 ранее судимых, 172 не работавших, 22 проститутки, 32 нищих и т. д.).

Секретариат обкома КПСС и Совет Министров республики обратились в ЦК КПСС и Совет Министров РСФСР с просьбой о введении особого паспортного режима на всей территории г. Грозный и Грозненского района. Одновременно начали активно вербовать новых членов в добровольные бригады содействия милиции (в сентябре было принято около 300 человек).

15—16 сентября состоялся суд над убийцами рабочего Степашина. Один из них был приговорен к расстрелу, другой — к 10 годам лишения свободы и 5 годам «поражения в правах».
Автор «проекта резолюции» Георгий Шваюк был арестован 1 октября 1958 года и осуждён по статьям 59-2 и 59-7 УК РСФСР на 10 лет лишения свободы с конфискацией имущества.
Ситуация в Грозном и Чечено-Ингушской АССР стала предметом обсуждения на Пленуме ЦК КПСС, где с сообщением выступил секретарь ЦК КПСС Н. Г. Игнатов, выезжавший в Грозный для разбирательства. Одной из главных причин возникновения беспорядков были названы «крупные ошибки…, отсутствие должного единства в работе бюро обкома, горкома партии и Совета министров республики». Первый секретарь Чечено-ингушского обкома КПСС А. И. Яковлев был впоследствии переведён в аппарат ЦК КПСС.
В. Козлов:
Московские партийные руководители так и не сумели дать серьёзную политическую оценку событиям, которые явно вышли за рамки случайного эпизода, — в центре относительно небольшого города буйствовала толпа численностью до 10 тысяч человек. Дело ограничилось чисто полицейскими мерами и обычной идеологической говорильней. Неудивительно, что, несмотря на все усилия властей, этническая напряженность как в Грозном, так и в республике сохранялась…
Как пишет российский исследователь Александр Черкасов, бывший член Оргкомитета по ЧИАССР Дзияудин Мальсагов (во время описываемых событий — слушатель Высшей партийной школы при ЦК КПСС), который попытался довести до сведения Комиссии партийного контроля ЦК КПСС правду о событиях в Грозном — в частности, содержание античеченских листовок, распространявшихся в городе, — 25 марта 1959 года был арестован КГБ при СМ ЧИАССР и 30 сентября 1959 года осуждён Верховным судом Чечено-Ингушской АССР по статье 7 ч. 1 Закона о государственных преступлениях от 25 декабря 1958 года («антисоветская агитация») на 5 лет.

## Последствия
После беспорядков были приняты решения по ограничению прописки вайнахов в Грозном и части Грозненского района. Отсутствие прописки не позволяло устроиться на работу в этих местах (за исключением торговли, строительства и дорожных работ). Таким образом, для горцев оказалось недоступным трудоустройство на квалифицированную, высокооплачиваемую и ответственную работу. На предприятиях нефтедобычи и нефтепереработки, где была высокая зарплата, квартирные фонды и т. д., среди партийно-хозяйственной номенклатуры была жёсткая круговая порука, позволявшая ей игнорировать даже решения ЦК КПСС об исправлении перекосов в национальном вопросе в республике. Чеченцы и ингуши, окончившие Грозненский нефтяной институт, не могли получить распределение на предприятия Чечено-Ингушетии. После окончания строительства Грозненского радиозавода дирекция стала вербовать работников за пределами республики. Выпускник Харьковского радиотехнического института Масуд Байалиев смог устроиться на предприятие только после личного указания Председателя Совета Министров Чечено-Ингушетии.
Вайнахские семьи, традиционно состоявшие из пяти и более человек, физически не могли прожить на зарплату сельхозрабочего, составлявшую 60-80 рублей. По этой причине они выезжали на сезонные работы или на постоянное жительство за пределы республики. В 1970-е годы и чеченская «шабашка», и чеченско-дагестанское фермерство на государственном уровне были признаны эффективными и полезными с точки зрения развития экономики целых районов. В 1980-е годы каждый третий ингуш и пятый чеченец жили за пределами Чечено-Ингушетии.